# Liste des monuments historiques de Londerzeel
Cette page regroupe l'ensemble des monuments classés de la ville de Londerzeel.
| Objet                                                  | Statut du classement? | Année de construction/architecte | Section communale | Adresse                 | Coordonnées                      | Numéro d'inventaire | Illustration                          |
| ------------------------------------------------------ | --------------------- | -------------------------------- | ----------------- | ----------------------- | -------------------------------- | ------------------- | ------------------------------------- |
| (nl) Parochiekerk Sint-Christoffel                     | Oui                   |                                  | Londerzeel        | Markt 33                | 51° 00′ 06″ nord, 4° 18′ 08″ est | 40027               | Téléverser                            |
| (nl) De Burcht, herenhuis                              | Oui                   |                                  | Londerzeel        | Burcht 7                | 51° 00′ 06″ nord, 4° 18′ 02″ est | 40028               | Téléverser                            |
| (nl) Breedhuis                                         |                       |                                  | Londerzeel        | Dorpsstraat 21          | 51° 00′ 15″ nord, 4° 18′ 08″ est | 40033               | Téléverser                            |
| (nl) Huisje                                            |                       |                                  | Londerzeel        | Dorpsstraat 25          | 51° 00′ 15″ nord, 4° 18′ 07″ est | 40034               | Téléverser                            |
| (nl) Huisje                                            |                       |                                  | Londerzeel        | Dorpsstraat 27          | 51° 00′ 15″ nord, 4° 18′ 07″ est | 40034               | Téléverser                            |
| (nl) Woonhuisjes                                       |                       |                                  | Londerzeel        | Gildenstraat 23         | 51° 00′ 07″ nord, 4° 18′ 16″ est | 40035               | Téléverser                            |
| (nl) Rij enkelhuisjes                                  |                       |                                  | Londerzeel        | Kerkhofstraat 3         | 51° 00′ 10″ nord, 4° 18′ 11″ est | 40036               | Téléverser                            |
| (nl) Rij enkelhuisjes                                  |                       |                                  | Londerzeel        | Kerkhofstraat 5         | 51° 00′ 10″ nord, 4° 18′ 11″ est | 40036               | Téléverser                            |
| (nl) Rij enkelhuisjes                                  |                       |                                  | Londerzeel        | Kerkhofstraat 7         | 51° 00′ 10″ nord, 4° 18′ 11″ est | 40036               | Téléverser                            |
| (nl) Rij enkelhuisjes                                  |                       |                                  | Londerzeel        | Kerkhofstraat 9         | 51° 00′ 10″ nord, 4° 18′ 11″ est | 40036               | Téléverser                            |
| (nl) Woonhuis                                          |                       |                                  | Londerzeel        | Kerkstraat 11           | 51° 00′ 08″ nord, 4° 18′ 08″ est | 40037               | Téléverser                            |
| (nl) Tweeverdiepingshuis                               |                       |                                  | Londerzeel        | Kerkstraat 14           | 51° 00′ 10″ nord, 4° 18′ 07″ est | 40038               | Téléverser                            |
| (nl) Rijhuis                                           |                       |                                  | Londerzeel        | Kerkstraat 15           | 51° 00′ 08″ nord, 4° 18′ 10″ est | 40039               | Téléverser                            |
| (nl) Woonhuizen                                        |                       |                                  | Londerzeel        | Klein Holland 1         | 51° 00′ 42″ nord, 4° 17′ 52″ est | 40040               | Téléverser                            |
| (nl) Woonhuis                                          |                       |                                  | Londerzeel        | Klein Holland 1         | 51° 00′ 34″ nord, 4° 17′ 57″ est | 40041               | Téléverser                            |
| (nl) Gesloten hoeve                                    |                       |                                  | Londerzeel        | Maldersesteenweg 107    | 51° 01′ 41″ nord, 4° 16′ 37″ est | 40050               | Téléverser                            |
| (nl) Boerenhuis                                        |                       |                                  | Londerzeel        | Maldersesteenweg 124    | 51° 01′ 20″ nord, 4° 16′ 13″ est | 40051               | Téléverser                            |
| (nl) Gemeentehuis                                      |                       |                                  | Londerzeel        | Markt 1                 | 51° 00′ 05″ nord, 4° 18′ 05″ est | 40052               | Téléverser                            |
| (nl) Tweeverdiepingshuis                               |                       |                                  | Londerzeel        | Markt 15                | 51° 00′ 06″ nord, 4° 18′ 11″ est | 40054               | Téléverser                            |
| (nl) Rijhuis                                           |                       |                                  | Londerzeel        | Markt 20                | 51° 00′ 07″ nord, 4° 18′ 09″ est | 40055               | Téléverser                            |
| (nl) Langgestrekt hoevetje                             |                       |                                  | Londerzeel        | Minnestraat 7           | 51° 01′ 30″ nord, 4° 18′ 45″ est | 40065               | Téléverser                            |
| (nl) Koevoordemolen, watermolen                        | Oui                   |                                  | Londerzeel        | Koevoetmolenstraat 8    | 51° 02′ 22″ nord, 4° 16′ 58″ est | 40070               | Téléverser                            |
| (nl) Diepenbroekhof, hoeve                             |                       |                                  | Londerzeel        | Watermolenstraat 25     | 51° 00′ 09″ nord, 4° 16′ 35″ est | 40076               | Téléverser                            |
| (nl) Calvariebergkapel                                 | Oui                   |                                  | Londerzeel        | Bergkapelstraat 57      | 51° 00′ 25″ nord, 4° 19′ 23″ est | 40078               | Téléverser                            |
| (nl) Pastorie                                          |                       |                                  | Londerzeel        | Bloemstraat 2           | 51° 01′ 39″ nord, 4° 17′ 38″ est | 40080               | Téléverser                            |
| (nl) Woonhuizen                                        |                       |                                  | Londerzeel        | Sint Jozefstraat 2      | 51° 01′ 40″ nord, 4° 17′ 42″ est | 40081               | Téléverser                            |
| (nl) Woonhuizen                                        |                       |                                  | Londerzeel        | Sint Jozefstraat 4      | 51° 01′ 40″ nord, 4° 17′ 42″ est | 40081               | Téléverser                            |
| (nl) Woonhuizen                                        |                       |                                  | Londerzeel        | Sint Jozefstraat 6      | 51° 01′ 40″ nord, 4° 17′ 42″ est | 40081               | Téléverser                            |
| (nl) Woonhuizen                                        |                       |                                  | Londerzeel        | Sint Jozefstraat 8      | 51° 01′ 40″ nord, 4° 17′ 42″ est | 40081               | Téléverser                            |
| (nl) Kasteel Drie Torens                               |                       |                                  | Londerzeel        | Drietorenstraat 41      | 51° 00′ 32″ nord, 4° 17′ 07″ est | 40086               | Téléverser                            |
| (nl) Boerenhuisje                                      |                       |                                  | Londerzeel        | Drietorenstraat 22      | 51° 00′ 19″ nord, 4° 17′ 03″ est | 40088               | Téléverser                            |
| (nl) Parochiekerk Sint-Amanduskerk                     | Oui                   |                                  | Malderen          | Jozef Vermaesenplein    | 51° 01′ 12″ nord, 4° 14′ 36″ est | 40091               | Téléverser                            |
| (nl) Groenhove                                         |                       |                                  | Malderen          | Groenhof 1              | 51° 01′ 38″ nord, 4° 15′ 17″ est | 40092               | Téléverser                            |
| (nl) Herbordinnenmolen, watermolen                     |                       |                                  | Malderen          | Herbodin 3              | 51° 01′ 10″ nord, 4° 16′ 08″ est | 40096               | Téléverser                            |
| (nl) Herbordinnenmolen, watermolen                     |                       |                                  | Malderen          | Herbodin 5              | 51° 01′ 10″ nord, 4° 16′ 08″ est | 40096               | Téléverser                            |
| (nl) Heidemolen                                        | Oui                   |                                  | Malderen          | Molenheide 25           | 51° 00′ 46″ nord, 4° 14′ 29″ est | 40101               | Téléverser                            |
| (nl) Pastorie, gedateerd 1758                          |                       |                                  | Malderen          | Jozef Vermaesenplein 20 | 51° 01′ 14″ nord, 4° 14′ 37″ est | 40107               | Téléverser                            |
| (nl) Dubbelhuis                                        |                       |                                  | Malderen          | Jozef Vermaesenplein 12 | 51° 01′ 13″ nord, 4° 14′ 33″ est | 40108               | Téléverser                            |
| (nl) Parochiekerk Heilige Genoveva en Heilige Nicolaas | Oui                   |                                  | Steenhuffel       | Steenhuffeldorp 16A     | 50° 59′ 44″ nord, 4° 16′ 05″ est | 40110               | Téléverser                            |
| (nl) Diepensteinkasteel, 't Kasteelke                  | Oui                   |                                  | Steenhuffel       | Diepensteyn 1           | 51° 00′ 01″ nord, 4° 16′ 17″ est | 40111               | (nl) Diepensteinkasteel, 't Kasteelke |
| (nl) Marselaersmolen, watermolen                       | Oui                   |                                  | Steenhuffel       | Bontestraat 35          | 50° 58′ 54″ nord, 4° 15′ 50″ est | 40113               | Téléverser                            |
| (nl) Dubbelhuis                                        |                       |                                  | Steenhuffel       | Steenhuffeldorp 7       | 50° 59′ 46″ nord, 4° 16′ 00″ est | 40114               | Téléverser                            |
| (nl) Woonhuis                                          |                       |                                  | Steenhuffel       | Steenhuffeldorp z.nr.   | 50° 59′ 45″ nord, 4° 15′ 59″ est | 40115               | Téléverser                            |
| (nl) Langgestrekt hoevetje                             |                       |                                  | Steenhuffel       | Haan 25                 | 50° 59′ 40″ nord, 4° 14′ 42″ est | 40116               | Téléverser                            |
| (nl) Hoeve, 't Verreveld                               |                       |                                  | Steenhuffel       | Heerbaan 132            | 50° 58′ 56″ nord, 4° 15′ 17″ est | 40117               | Téléverser                            |
| (nl) Diepensteinmolen, hoeve                           | Oui                   |                                  | Steenhuffel       | Watermolenstraat 35     | 51° 00′ 09″ nord, 4° 16′ 18″ est | 40119               | Téléverser                            |
| (nl) Boerenhuis                                        |                       |                                  | Steenhuffel       | Plas 27                 | 51° 00′ 28″ nord, 4° 15′ 39″ est | 40120               | Téléverser                            |
| (nl) Robbroek- of Hemelrijkhof                         |                       |                                  | Steenhuffel       | Robbroekstraat 39       | 50° 58′ 31″ nord, 4° 16′ 09″ est | 40121               | Téléverser                            |
| (nl) Ter Hulstbos, gesloten hoeve                      |                       |                                  | Steenhuffel       | Rossemstraat 58         | 50° 58′ 53″ nord, 4° 16′ 32″ est | 40122               | Téléverser                            |
| (nl) Gesloten hoevetje                                 |                       |                                  | Steenhuffel       | Smisstraat 88           | 50° 59′ 39″ nord, 4° 15′ 27″ est | 40125               | Téléverser                            |
| (nl) Dubbelhuis                                        |                       |                                  | Steenhuffel       | Brouwerijstraat 10      | 50° 59′ 48″ nord, 4° 16′ 03″ est | 40127               | Téléverser                            |
| (nl) Boerenhuis                                        |                       |                                  |                   | Kaaskantmolenstraat 7   | 50° 59′ 24″ nord, 4° 17′ 47″ est | 40222               | Téléverser                            |